# Bonjour Madame Croque Cerise
Bonjour Madame Croque-Cerise est émission de télévision québécoise pour enfants de trois à cinq ans en 104 épisodes de 27 minutes diffusée du 12 septembre 1999 à 2003 sur Télé-Québec.
Il s'agit d'une adaptation de l'émission canadienne Hello Mrs. Cherrywinkle (en) diffusée sur Family.

## Synopsis
Action comique ou dramatique, marionnettes, chansons, une histoire, bricolage, etc.

## Distribution
- Catherine Pinard : Madame Croque-Cerise
- Claude Prégent : Capitaine Archipel
- Michel P. Ranger : Eugène, la fleur
- Sylvie Comtois : Charlotte, la chatte
- Line Boucher : Bulle, le poisson

## Fiche technique
- Producteur : André Lauzon
- Producteurs exécutifs : Michel Bissonnette, Paul Dupont-Hébert, André Larin, Vincent Leduc
- Réalisateurs : André Guérard, Johane Loranger (saison 2), Pierre Thériault (saison 2)
- Scénaristes : Josée Fréchette, Marie-France Landry, Sylvie Fréchette (saison 3), François Boulay (saison 3), Manon Berthelet (saison 4), Muguette Berthelet (saison 4)